# استنفیلد، نورفک
استنفیلد (به انگلیسی: Stanfield) یک روستا و محله مدنی در بریتانیا است که در Breckland District واقع شده‌است. استنفیلد ۳٫۸۰ کیلومتر مربع مساحت و ۱۶۲ نفر جمعیت دارد.